# Хосров Узурпатор
Хосров Узурпатор (*д/н —420) — шах-ін-шах Персії у 420 році.

## Життєпис
Походив з династії Сасанідів. Син Бахрама IV, шах-ін-шаха Персії. Про молоді роки нічого невідомо. У 420 році після загибелі шаха Єздигерда I частина знаті висунула Хосрова як претендента на трон. Невдовзі було повалено і вбито нового царя Шапура IV. Новим правителем оголошено Хосрова. Втім останній не зміг довго втриматися, оскільки на чолі арабського війська підійшов стрийко Бахрам. На бік того перейшла частина знаті, в результаті чого Хосров зазнав поразки й невдовзі загинув. Новий шахом став Бахрам V.